# Dauphine (Feige)
Dauphine ist eine traditionelle französische Feigensorte der Art Ficus carica, die schon zur Zeit Ludwigs XIV. in Versailles für den König und in Argenteuil für den Pariser Markt angebaut wurde. Sie ist für ihren sehr hohen Ertrag und ihre Winterhärte bekannt. Sie ist eine zweimaltragende Hausfeige. 
Synonyme in Frankreich sind  „Adam“, „Boule d'or“, „Dauphine Violette“, „Grise de Tarascon“, „Grosse Violette“, „Grosse de Juillet“, „Mussega Negra“, „Pagaudière“, „Ronde Violette Hâtive“ und „Rouge de Argenteuil“ und in den USA „Golden ball“, „Golden button“ und „Big of July“.

## Baum
Dauphine hat einen mittelstarken, dichten und buschigen Wuchs und erreicht in Mitteleuropa meist nur eine Höhe von etwa 3 m, jedoch eine Breite von bis zu 8 m. Das Blatt ist meist fünflappig mit gezähntem Blattrand und wenig tief eingeschnitten.

## Frucht
Die Sorte Dauphine ist sehr ertragreich, was sie für den Erwerbsanbau attraktiv macht. Die Blühfeigen sind fast kugelrund, kurzstielig, und gelbgrün bis grünviolett. Sie reifen in Mitteleuropa bereits ab Juni, sind sehr groß und wiegen meist zwischen 100 und 120 Gramm, bei sehr guter Pflege und Düngung auch bis zu 200 Gramm. Die Herbstfeigen reifen in Mitteleuropa von September bis Oktober, sind dunkelviolett und bei Vollreife fast schwarz und wiegen etwa 60 Gramm. Das Fruchtfleisch ist bernstein- bis rosafarben. Die Blühfeigen haben kein Aroma, das für die spezielle Feigensorte charakteristisch wäre, die Herbstfeigen sind süßer und aromatischer.

## Winterhärte
Dauphine ist eine winterharte Sorte und wird erfolgreich in Deutschland im Freiland kultiviert. Bei großer Bodennässe leidet der Baum und wird krankheitsanfällig, besonders für Botrytis.